# Richland County, Montana
Richland County är ett administrativt område i delstaten Montana, USA, med 9 746 invånare. Den administrativa huvudorten (county seat) är Sidney. 

## Geografi
Enligt United States Census Bureau så har countyt en total area på 5 447 km². 5 398 km² av den arean är land och 49 km² är vatten. 

### Angränsande countyn
- Roosevelt County, Montana - nord
- McCone County, Montana - väst
- Dawson County, Montana - syd
- Wibaux County, Montana - syd
- McKenzie County, North Dakota - öst